# Carl Henrik Boheman
Carl Henrik Boheman, född 10 juli 1796 i Jönköping, död 2 november 1868 i Stockholm, var en svensk entomolog. Han var son till Johan Henrik Boheman, far till Ernst Boheman och farfar till Erik Boheman.
Boheman blev student vid Lunds universitet 1812, där han studerade juridik, men ingick 1813 som underofficer vid Jönköpings regemente. Han deltog i fälttåget mot Norge 1814 och blev 1837 kapten. Sin lediga tid använde han mestadels till forskningsresor, på vilka han oftast åtföljdes av yngre vetenskapsidkare. Åren 1837–1838 var han förordnad att förestå intendentsbefattningen vid Naturhistoriska riksmuseet i Stockholm, och 1841 kallades han av Vetenskapsakademien till professor och intendent för de entomologiska samlingarna. Dessa ökades av honom därigenom att han dit skänkte sin egen under 30 år sammanbragta insektssamling.
Såsom intendent utgav han Årsberättelser om framstegen i insekternas, myriapodernas och arachnidernas naturalhistoria för 1840–1856 (1843–1859). Dessutom författade han bland annat Nya svenska homoptera beskrifna (1847), Insecta Caffrariæ (1848–1857, där han beskrev de av Johan August Wahlberg 1838–1845 samlade afrikanska insekterna), vidare Bidrag till Gottlands insektfauna (1850), Monographia cassididarum I–IV (1850–1862), Entomologiska anteckningar under en resa i södra Sverige 1851 (1852) samt Catalogue of Coleopterous Insects in the Collection of the British Museum. Part IX. Cassididæ (1856). Han blev ledamot av Vetenskapsakademien 1838.